# Breguet 393T
Dimensions
Le Breguet 390 est un avion de transport de fret et de passagers trimoteur réalisé par Breguet au début des années 1930. 